# Johann Eugen Corrodi
Johann Eugen Corrodi, alias Johann von Elfenau, (* 18. August 1897 in Hausen am Albis; † 19. Februar 1980 in Basel) war ein Schweizer Offizier.
Corrodi war Major der Schweizer Armee und befehligte ein Grenzfüsilierbataillon. Im Jahr 1941 desertierte er in das Deutsche Reich, wo er unter dem Namen Johann von Elfenau zum 20. September 1941 der Waffen-SS beitrat. Zum 30. Januar 1945 erreichte er den Grad eines SS-Oberführers (SS-Nummer 450.700). Er kehrte nach dem Krieg nach Basel zurück.